# Олесник (Мазовецьке воєводство)
Олесник (пол. Oleśnik) — село в Польщі, у гміні Блендув Груєцького повіту Мазовецького воєводства.
Населення — 100 осіб (2011).
У 1975—1998 роках село належало до Радомського воєводства.

## Демографія
Демографічна структура станом на 31 березня 2011 року:
|          | Загалом | Допрацездатний вік | Працездатний вік | Постпрацездатний вік |
| -------- | ------- | ------------------ | ---------------- | -------------------- |
| Чоловіки | 50      | 10                 | 29               | 11                   |
| Жінки    | 50      | 9                  | 28               | 13                   |
| Разом    | 100     | 19                 | 57               | 24                   |